# Big Nose the Caveman
Big Nose the Caveman – gra platformowa wyprodukowana przez Camerica i wydana przez Codemasters w 1991 roku dla konsoli Nintendo Entertainment System, a następnie w 1992 roku dla Atari ST i Amigi. W latach 1993–94 powstawała konwersja dla Sega Master System – gra nie została nigdy wydana, ale istnieje wersja prototypowa o nazwie Dinobasher: Starring Bignose the Caveman.
W 1992 roku pojawiła się druga część, tym razem tylko dla konsoli NES – Big Nose Freaks Out.

## Opis gry
Tytułowy bohater to jaskiniowiec, a akcja gry toczy się w epoce kamienia łupanego. Celem gry jest dotarcie do wielkiego pterodaktyla, którego bohater zobaczył chodząc pod swoją jaskinią i zapragnął go zjeść (początkowy filmik). Aby dotrzeć do owego pterodaktyla należy przejść przez cztery wyspy (Paradise Island, Monster Island, Terror Island i Chaos Island), z których każda ma ok. 6–7 etapów.
Przeciwnikami są, w zależności od poziomów – dinozaury, pterodaktyle, ryby wyskakujące z wody, pełzające węże, pająki itp. Są również różne rodzaje etapów – zwykły krajobraz nieopodal jaskiń, różne lasy, jaskinie, groty, a nawet etapy w niebie na chmurach, bloki lodowych brył itp. Na każdej wyspie (oprócz ostatniej), ostatni etap to przeprawa na następną wyspę. W tego typu etapach jaskiniowiec lata wirując maczugą nad oceanem. Trzeba uważać na wodę wypryskującą z wielorybów, w niektórych takich etapach na lawę tryskającą z wulkanów itp. Na koniec każdego etapu należy pokonać bossa. W zależności od etapu może to być triceratops szarżujący na jaskiniowca, wielki tyranozaur ziejący ogniem, morski potwór (w przeprawach z wyspy na wyspę), potwór siedzący w wodzie i kłapiący paszczą (w towarzystwie latającego owada), gigantyczny skorpion i wiele innych stworzeń.
Jaskiniowiec jest uzbrojony w maczugę, którą można ulepszyć zbierając kamienie. Po jednym zebraniu kamienia uderzając maczugą miota na dystans kamieniem, po drugim zebraniu dwoma kamieniami, a po trzecim – trzema kamieniami.